# Decauville-Werke in Val-Saint-Lambert

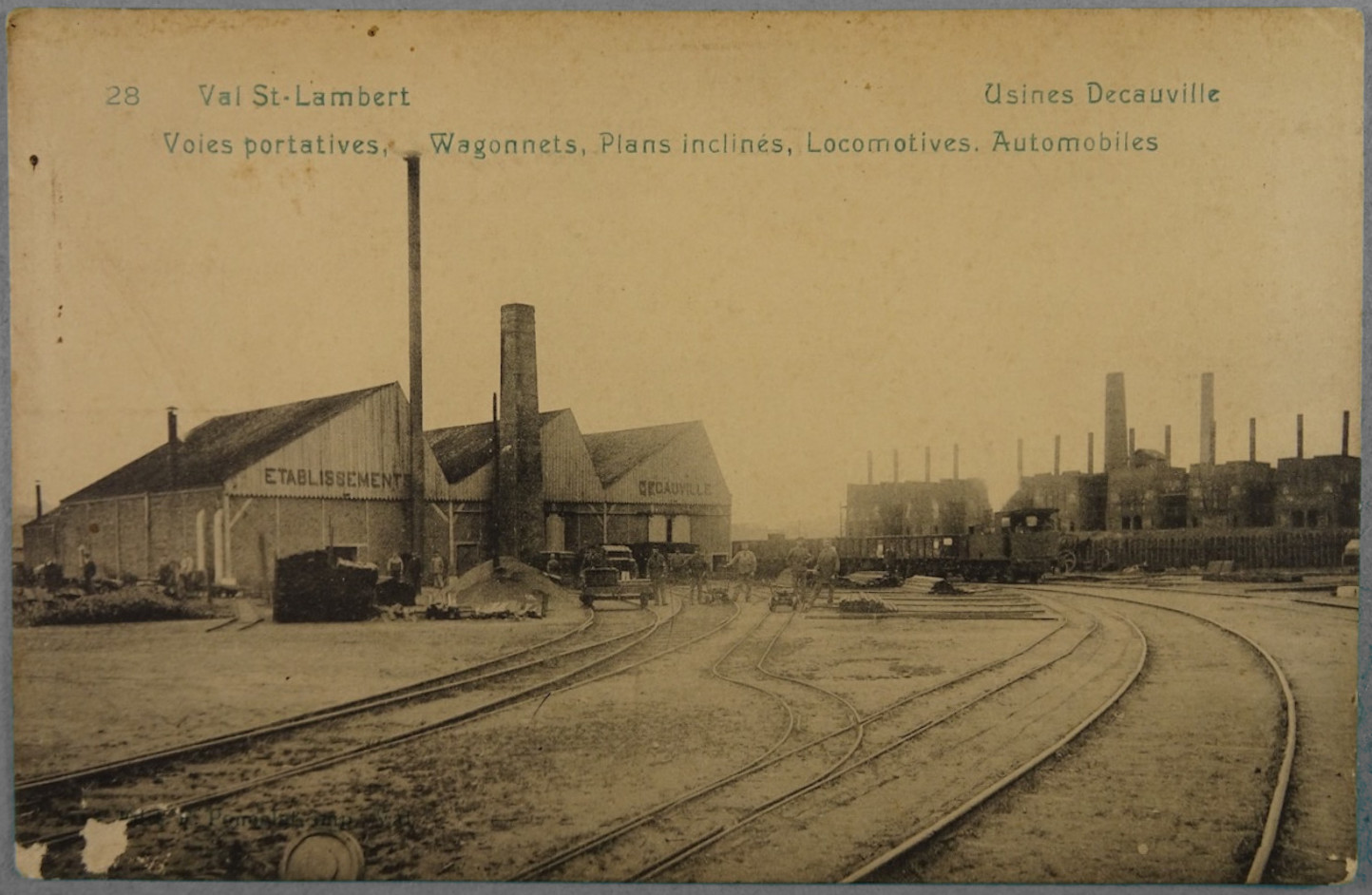
Val-Saint-Lambert – Decauville-Werke – tragbare Gleisjoche, Kipploren, Schrägaufzüge, Lokomotiven und Automobile

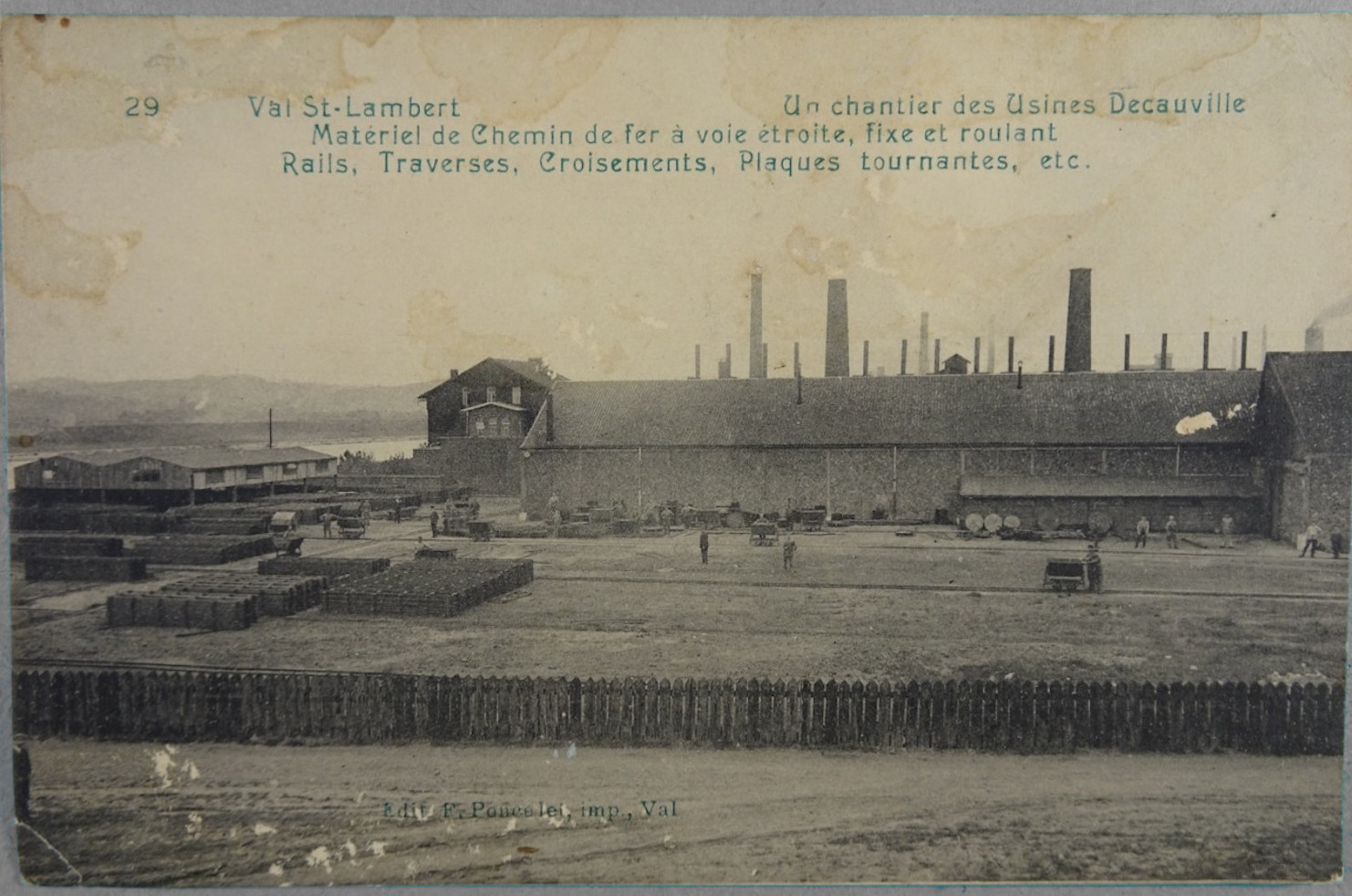
Val-Saint-Lambert – ein Lagerplatz der Decauville-Werke – Schienen, Schwellen, Kreuzungen, Drehscheiben u. s. w.

Die Decauville-Werke in Val-Saint-Lambert waren ein 1895 gegründetes belgisches Tochterunternehmen des französischen Schmalspurbahnherstellers Decauville, das 1911 vom Berliner Maschinenbauunternehmen Orenstein & Koppel übernommen wurde.

## Standortvorteile
Die Decauville-Werke nutzten ein Freihandelsabkommen des französischen Staats, durch das sie belgisches Eisen und belgischen Stahl beim Import nicht verzollen mussten, wenn sie das Material in verarbeitetem Zustand innerhalb eines vorgegebenen Zeitraums wieder exportierten. Auf diese Weise konnten sie zum Übersee-Export vorgesehene Gleisjoche in den französischen Häfen zum selben Preis anbieten wie dem, den sie am Bahnhof von Corbeil-Essonnes für die Produkte verlangten, die sie per Bahntransport ins Ausland exportierten. Allerdings verlangte Belgien beim Import französischer Produkte hohe Einfuhrzölle. Daher ließ Paul Decauville bereits 1882, insbesondere für das Exportgeschäft nach Belgien, ein Tochterunternehmen im belgischen Val-Saint-Lambert errichten, in dem er belgische Eisenbahnschienen und Stahlbleche zu Gleisjochen und Kipploren verarbeitete, um sie in Belgien zu verkaufen oder von Belgien aus über französische Häfen zu exportieren.
Die hohen Zölle in Frankreich hatten im Sommer 1895 negative Auswirkungen auf das Exportgeschäft französischer Unternehmen, die die Protektionisten nicht erwartet hatten. Decauville plante deshalb, eine Fabrik im Ausland zu errichten, um ihre Waren zu niedrigeren Zollsätzen ins nicht-französische Ausland liefern zu können. In einem Rundschreiben veröffentlichten sie, dass sie infolge der jüngsten Änderung der Vorschriften für die Zulassung ausländischer Materialien zur Herstellung von Anleihen im Ausland nicht mehr mit ausländischen Unternehmen konkurrieren könnten. Sie beabsichtigten deshalb, in Val-Saint-Lambert in der Nähe von Lüttich ein Werk zu errichten, durch das sie in der Lage sein würden, bei Aufträgen für das Ausland und die Kolonien einen Preisnachlass von 20 % zu gewähren.

## Fabrikanlagen
Die Fabrikanlagen von Val-Saint-Lambert in der Gemeinde Seraing bei Lüttich bestanden aus Büro- und Betriebsgebäuden, Wohnhäusern, Dampfmaschinen, Kesseln und einer Verbindungsbahn, die eine Gesamtfläche von 1,26 Hektar einnahmen. Sie lagen zwischen der Eisenbahnstrecke von Lüttich nach Namur, einem Treidelpfad der Maas, dem Werk der Kommanditgesellschaft Les Petits Fils de François de Wendel (De Wendel’sche Berg- und Hüttenwerke) und der Rue de Flemalle.

## Geschichte
1911 schloss die französische Société Nouvelle des Établissements Decauville Aîné mit der deutschen Orenstein & Koppel – Arthur Koppel AG (O&K) einen Vertrag über eine Interessengemeinschaft (Joint Venture) ab: O&K übernahm 1911 das belgische Décauville-Werk in Val-Saint-Lambert und überließ dafür Decauville sein französisches Werk in Fives. Gleichzeitig kam eine Einigung über die Absatzgebiete zustande, wonach Decauville den französischen Markt einschließlich der französischen Kolonien, O&K den Markt im Rest der Welt übernahm.
Decauville war zu dieser Zeit in Frankreich und in dessen Überseegebieten der führende Feldbahnhersteller und -händler. Daher ergänzten sich die Geschäftsbereiche der beiden Gesellschaften sehr gut. Die auf zwanzig Jahre geschlossene Interessengemeinschaft bezweckte eine Aufteilung der Absatzgebiete. Darüber hinaus wurde eine wechselseitige Beteiligung an den Geschäftsergebnissen vereinbart, so dass O&K verpflichtet war, von einem Kapital von fünf Millionen Franc einen Prozentsatz an Décauville zu zahlen, der einem Viertel des Prozentsatzes entsprach, den O&K auf ihr Aktienkapital als Dividende verteilen konnten. Andererseits hatte Decauville, wenn das Unternehmen mehr als 12 % Dividende ausschütten konnte, die Hälfte des Mehrertrags an O&K zu vergüten. Sollten sich diese beiderseitigen Zahlungen nicht egalisieren, so hatte innerhalb vertraglich festgelegter Dreijahresperioden ein gesonderter Ausgleich stattzufinden. Außerdem wurde Decauville durch umfassende Bezugsverpflichtungen an O&K gebunden, so dass O&K seinen Fabriken kontinuierliche Aufträge sicherte.
Die belgische Decauville-Fabrik war in Val-Saint-Lambert für den Export errichtet worden, um zollrechtliche Einsparungen zu erzielen. Sie diente vor allem der Herstellung genieteter Gleise, deren Herstellung Decauville sehr gut beherrschte, so dass sie sich auf den Exportmärkten oft leicht gegen das deutsche Gleismaterial durchsetzen konnten. Decauville war O&K in diesem Sektor völlig überlegen, wie O&K oft feststellen musste. O&K wollte deshalb die Herstellung genieteter Gleise in Val-Saint-Lambert fortsetzen und gleichzeitig diese Fabrik für den Bau von Waggons in großen Mengen umbauen, denn im Waggonbau war Belgien sehr fähig, vor allem wegen der günstigen Preise der Bleche und der im Vergleich zu Frankreich sehr viel geringeren Lohnkosten.
In der Fabrik in Val-Saint-Lambert wurden vor allem Loren und Wagen für gewöhnliche Feld- und Schmalspurbahnen sowie für den Bergbau gebaut. Das Abkommen über die Interessengemeinschaft sah auch eine Beteiligung beider Unternehmen am jeweils anderen vor. So trat Hippolyte-Eugène Boyer, der geschäftsführende Direktor von Decauville, in den Aufsichtsrat von O&K ein, während einer der Direktoren von O&K dem Verwaltungsrat von Decauville angehörte.
O&K nutzte nach dem Ausbruch des Ersten Weltkriegs 1914 unter der Ägide der Besatzungsarmee die von Decauville hinterlassenen Anlagen insbesondere auch für die Herstellung militärischer Feldbahnen.

## Vertrieb
Decauville erlaubte O&K, jederzeit neue Niederlassungen unter dem Namen Decauville zu gründen, der im Bereich von Feldbahnen weltweit bekannt und wohletabliert war. In vielen Ländern der Welt wurde der Begriff Decauville-Bahn umgangssprachlich und sogar in Gesetzestexten für alle Klein- und Schmalspurbahnen mit einer Spurweite von 600 mm verwendet. Decauville übernahm unter eigenem Namen alle Niederlassungen, die von O&K in Frankreich gegründet worden waren.
Decauville verpflichtete sich, alle Lokomotiven, Bagger und Selbstentlader, d. h. alle Produkte, die sie nicht selbst in seinen eigenen Fabriken herstellen konnten, bei O&K zu bestellen. O&K sahen voraus, dass dieses Abkommen ihnen sehr große Aufträge bescheren würde, denn in den 18 Monaten vor dem Vertragsabschluss hatte Decauville etwa 175 Lokomotiven bei Borsig und Bagger im Wert von einer Million (Franc?) bei der Lübecker Maschinenbau-Gesellschaft bestellt, die sich ab dem 17. Juni 1911 ebenso wie Decauville mit O&K zusammenschloss.
Das gesamte Exportgeschäft außerhalb von Frankreich und dessen Kolonien sollte vollständig O&K vorbehalten sein. O&K übernahm alle Filialen und Agenturen von Decauville im Ausland und hatte das Recht, sie aufzulösen oder bestehen zu lassen. O&K durfte auch jederzeit neue Niederlassungen unter dem Namen Decauville einrichten.